# Roland Danguillaume
Roland Danguillaume, né le 24 août 1925 à Tigery et mort le 3 novembre 2018 à Chambray-lès-Tours, est un coureur cycliste français, actif des années 1940 à 1960. 
Ses frères Camille, André, Jean et Marcel ont également été coureurs cyclistes, tout comme ses neveux Jean-Pierre et Jean-Louis, et son beau-fils Jacques Botherel.

## Biographie
Troisième fils de la fratrie des Danguillaume, Roland suit le chemin de ses aînés Camille et André en prenant sa première licence en 1943 au Vélo Sport Saint-Christophe, à Tours. Il passe professionnel en 1947 au sein de l'équipe Peugeot-Dunlop. L'année suivante, alors qu'il court en indépendant, il se distingue dans le Critérium du Dauphiné libéré en terminant troisième de l'étape contre-la-montre entre Cavaillon et Avignon. Il rejoint ensuite La Perle Hutchinson, avec laquelle il remporte le Tour du Calvados en 1952. Redescendu au niveau régional en 1953, il prolonge sa carrière jusque dans les années 1960 sous les couleurs de l'AV Tours en écumant les courses dans la région, accompagné de ses frères Jean et Marcel. Son palmarès compte plus de cent victoires. 
Ses quatre fils Michel, Daniel, René et Alain ont pratiqué le cyclisme au niveau amateur, tandis que sa fille Annick a épousé Jacques Botherel, champion du monde amateurs en 1965.

## Palmarès
- 1943
  - Championnat d'Anjou de cyclo-cross
  - Championnat d'Indre-et-Loire de cyclo-cross
- 1947
  - Championnat de l'Orléanais sur route
  - Championnat de l'Orléanais des sociétés
  - Championnat de l'Orléanais de cyclo-cross
- 1948
  - Championnat de l'Orléanais de cyclo-cross
- 1949
  - 1re étape du Tour du Calvados
- 1952
  - Tour du Calvados :
    - Classement général
    - 1re étape
- 1953
  - 2e du Circuit de la Sarthe
- 1957
  - Une étape du Tour d'Eure-et-Loir